# Chiromyza viridis
Chiromyza viridis är en tvåvingeart som beskrevs av Mario Bezzi 1922. Chiromyza viridis ingår i släktet Chiromyza och familjen vapenflugor. Inga underarter finns listade i Catalogue of Life.